# Clan Cameron
Il Clan Cameron è un clan scozzese delle Highland occidentali. All'interno dei loro possedimenti si trova il Ben Nevis, la montagna più alta delle isole britanniche. Il capo del clan viene abitualmente definito semplicemente come "Lochiel".

## Storia

### Origini
Le origini del Clan Cameron sono incerte e ci sono diverse teorie. Un manoscritto del clan dice che è tradizione che i Cameron erano discendenti di un membro della famiglia reale danese, che aveva assistito alla restaurazione di Fergus II di Scozia, e che il loro progenitore fu chiamato Cameron dal naso storto - tali soprannomi erano e sono comuni nella cultura gaelica - e che i suoi dipendenti quindi adottarono il nome. Tuttavia, la Collins Scottish Clan Encyclopedia afferma che Donal Dubh, il primo capo del Clan Cameron discendeva dagli Macgillonies o dalla famiglia medievale Cameron di Ballegarno, nel Fife.
Secondo John Mair, il Clan Cameron e il Clan Chattan condividevano una comune origine, ma questa affermazione non aveva alcun fondamento o prova a sostegno.
Intorno agli inizi del XV secolo (o forse prima) i Cameron si insediarono come un clan, grazie al matrimonio con l'erede del Clan Mael-anfaidh. La Collins Scottish Clan Encyclopedia afferma che l'ereditiera era della famiglia MacMartin di Letterfinlay. Nel XV secolo le famiglie locali di MacMartin di Letterfinlay, MacGillonie di Strone e MacSorley di Glen Nevis sono state assorbite all'interno del Clan Cameron. Di conseguenza, i primi capi delle Cameron Highlands sono stati a volte in stile "MacGillonay". Donald Dubh è stato il primo capo "autentico" o capitano di questa confederazione di tribù, che gradualmente divenne noto come il Clan Cameron, prendendo il nome del loro capitano, fino a quando il clan fu ufficialmente riconosciuto in un documento del 1472.

### Guerre di indipendenza scozzesi
Secondo la tradizione, durante le Guerre d'indipendenza scozzesi, il Clan Cameron ha combattuto per il re Robert the Bruce, guidati da John Cameron, VII capo clan contro gli inglesi nella battaglia di Bannockburn nel 1314 e poi da John Cameron, VIII capo clan nella battaglia di Halidon Hill nel 1333.

### XIV secolo
È stato al tempo del capo Alan Macdonald Dubh Cameron che iniziò una faida con il Clan Mackintosh che è continuato sporadicamente per circa 300 anni. Una delle prime battaglie fu la battaglia di Drumlui nel 1337, dove sorse una controversia tra i due clan per la terra a Glenlui e Loch Arkaig. La battaglia del Nord Inch è stata combattuta nel 1396 tra il Clan Cameron e il Clan Chattan, ed è una delle battaglie più note tra questi due clan.

### XV secolo
Nel 1411 il Clan Cameron combatté nella battaglia di Harlaw alleato di Domhnall di Islay, Signore delle isole, capo del Clan Donald, che aveva ricevuto il titolo di Conte di Ross. Il loro nemico era Robert Stewart, duca di Albany. I Cameron avevano anche combattuto nella battaglia di Lochaber nel 1429, tra le forze guidate da Alexander di Islay, Conte di Ross e dell'esercito monarchico di Giacomo I di Scozia.
Nel 1431 il Clan Cameron combatté nella battaglia di Inverlochy contro il Clan Donald il cui capo, Alexander di Islay, Conte di Ross, era stato imprigionato dal re. Nel 1439 il Clan Cameron combattuto contro il Clan Maclean alla Battaglia di Corpach.
Nel 1472 Alan MacDonald Dubh, XII capo del clan, è stato fatto connestabile di Strome Castle per conto del Clan MacDonald di Lochalsh. Più tardi fu ucciso in battaglia nel 1480.

### XVI secolo
Nel 1505 presero parte alla battaglia di Achnashellach contro il Clan Munro e il Clan Mackay.
Nel 1544, il Clan Cameron fornì degli arcieri al Clan MacDonald di Clan Ranald nella battaglia delle camicie nel 1544, contro il Clan Fraser. La leggenda narra che solo cinque Fraser ed otto MacDonald sopravvissero.
Nel 1594 Allen Cameron, XVI Capo del Clan Cameron, condusse il clan nella battaglia di Glenlivet come alleato di George Gordon, I marchese di Huntly, che sconfisse le forze di Archibald Campbell, VII conte di Argyll.

### XVII secolo e la Guerra Civile
Durante la guerra civile nella battaglia di Inverlochy nel 1645, il Clan Cameron combatté a fianco degli scozzesi realisti e irlandesi che sconfissero i scozzesi Covenanti del Clan Campbell. Il clan ha continuato a opporsi a Oliver Cromwell.
Il Clan Cameron combatté come Giacobiti nella Battaglia di Killiecrankie nel luglio 1689, nella Battaglia di Dunkeld nell'agosto 1689 e nella Battaglia di Cromdale nel maggio 1690.

### XVIII secolo e l'Insurrezione giacobita
Durante l'Insurrezione giacobita del 1715, il Clan Cameron ha sostenuto la causa giacobita combattendo al loro fianco nella Battaglia di Sheriffmuir. In seguito hanno combattuto nella Battaglia di Glen Shiel nel 1719. Il XVIII capo Cameron, John, fece il suo ritorno in esilio in Francia.
Quando Carlo Edoardo Stuart sbarcò in Scozia nel mese di agosto 1745 è stato accolto dal XIX Capo Clan. Il Clan Cameron combatté come giacobita nella Battaglia di Prestonpans (1745), Battaglia di Falkirk (1746) e nella Battaglia di Culloden (6 aprile 1746). Dopo la Battaglia di Culloden, Donald Cameron di Lochiel, si rifugiò in Francia, dove morì nel mese di ottobre 1748.
Il 79° (The Queen's Own Cameron Highlanders) Regiment of Foot è stato creato da Sir Alan Cameron (1753-1828) nel 1793.

### XIX secolo
Durante la guerre napoleoniche Donald Cameron, XXIII Capo Clan, ha combattuto con distinzione nella battaglia di Waterloo nei Grenadier Guards nel 1815. Si ritirò nel 1832. Più tardi, quello stesso anno sposò Lady Vere, figlia di George Hobart-Hampden, V conte di Buckinghamshire, discendente dai Cameron di Glenderrary.

### XX secolo
Durante la prima guerra mondiale il XXV Capo Clan comandò quattro battaglioni supplementari di Cameron Highlanders.

## Castelli
- Castello di Tor
- Castello di Achnacarry
- Castello di Eilean nan Craobh nel XVI e XVII secolo[3][18]